# Tabasko (album)
Tabasko – trzeci album polskiego rapera i producenta muzycznego O.S.T.R.-a. Album został wydany w 2002 roku. Nakład przekroczył 4 tys. egzemplarzy. Zawiera 19 utworów.
Nagrania dotarły do 29. miejsca listy OLiS. Album uzyskał nominację do nagrody polskiego przemysłu fonograficznego Fryderyka w kategorii "najlepszy album hip-hop".

## Lista utworów
Opracowano na podstawie materiału źródłowego.
1. "Masz to jak w banku 2" (produkcja: O.S.T.R., gościnnie: Nova) – 3:51[A]
2. "To nie jest tak" (produkcja: O.S.T.R.) – 3:49[B]
3. "Kochana Polsko" (produkcja: O.S.T.R.) – 3:03[C]
4. "Szukam stylu" (produkcja: K2, gościnnie: Maku) – 3:59
5. "Zazdrość" (produkcja: Tede) – 3:46
6. "Zrób sobie wolne (Skit)" (produkcja: O.S.T.R.) – 1:08
7. "Tabasko" (produkcja: O.S.T.R.) – 3:26[D]
8. "Miejska ślepota" (produkcja: O.S.T.R.) – 4:34
9. "Sram na media" (produkcja: O.S.T.R., gościnnie: Ekonom, Spinache, Żółf, Maciej Orłoś) – 3:46
10. "Grzech za grzech" (produkcja: O.S.T.R.) – 3:27[E]
11. "$" (produkcja: Tede) – 3:29
12. "Ja i mój lolo" (produkcja: Red) – 3:09
13. "Ból doświadczeń" (produkcja: O.S.T.R., gościnnie: Vienio) – 3:54[F]
14. "Biznes" (produkcja: O.S.T.R.) – 3:27
15. "Echo miasta" (produkcja: O.S.T.R., gościnnie: Pezet) – 3:51
16. "1 na 100" (produkcja: O.S.T.R.) – 4:02[G]
17. "Ziom za ziomem" (produkcja: O.S.T.R., gościnnie: Tede) – 4:28
18. "Rachunek sumienia" (produkcja: O.S.T.R.) – 3:57[H]
19. "Czas i pieniądz" (produkcja: O.S.T.R., gościnie: Kochan, Tomila) – 8:03[I]

Notatki
- A^ W utworze wykorzystano sample z piosenki "Kradzież pistoletu" w wykonaniu Michała Lorenca[4].
- B^ W utworze wykorzystano sample z piosenki "Moja córeczka ma kilka lat" w wykonaniu Janusza Laskowskiego[5].
- C^ W utworze wykorzystano sample z piosenki "Love" w wykonaniu Eon[6].
- D^ W utworze wykorzystano sample z piosenki "W domach z betonu nie ma wolnej miłości" w wykonaniu Martyny Jakubowicz[7].
- E^ W utworze wykorzystano sample z piosenki "Gdybyś" w wykonaniu Grażyny Łobaszewskiej[8].
- F^ W utworze wykorzystano sample z piosenki "Come Back Lover, Come Back" w wykonaniu The Sylvers[9].
- G^ W utworze wykorzystano sample z piosenki "Sen Eleny" Michała Lorenca[10].
- H^ W utworze wykorzystano sample z piosenki "The Look of Love" w wykonaniu Dusty Springfield[11].
- I^ W utworze wykorzystano sample z piosenki "Ja wbity w kąt" w wykonaniu Michała Bajora[12].